# Hiljmnijeta Apuk
Hiljmnijeta Apuk (geb. 1956 in Mitrovica) ist eine kosovarische Aktivistin für Behindertenrechte. 2013 wurde sie mit dem Menschenrechtspreis der Vereinten Nationen ausgezeichnet.

## Biographie
Hiljmnijeta Apuk wurde 1956 in der nordkosovarischen Stadt Mitrovica (damals noch Sozialistische Föderative Republik Jugoslawien) in einer bosnischen Familie geboren. Sie ist kleinwüchsig. Ihre Eltern unterstützten sie darin, möglichst große Unabhängigkeit zu erreichen. So wurde beispielsweise ein Fahrzeug entsprechend umgebaut, so dass sie die Pedale erreichen und mit 18 Jahren den Führerschein erwerben konnte. Die selbständige Mobilität ermöglichte ihr, ein Jura- und Wirtschaftsstudium aufzunehmen.
Seit den 1980er Jahren ist Apuk Behindertenaktivistin mit Schwerpunkten auf Kleinwüchsigkeit und Muskeldystrophie. Sie ist Direktorin der Nichtregierungsorganisation Little People of Kosovo, die sie 1999 nach dem Ende des Kosovokriegs gegründet hat – inspiriert durch die US-Organisation Little People of America.
Durch ihre Organisation und andere ehrenamtliche Arbeit kämpft sie für die Verbesserung der Chancen von Behinderten auf dem Arbeitsmarkt. Sie setzt sich insbesondere in Kampagnen für Frauen und Mädchen ein, die oft von mehrfacher Diskriminierung betroffen sind.
Apuk war Mitglied im Komitee, das die UN-Generalversammlung zur Umsetzung der Behindertenrechtskonvention berät. Sie ist auch künstlerisch tätig und plädiert allgemein für eine „authentische Kultur“ von Menschen mit Behinderungen.

## Auszeichnungen
- 2013: Menschenrechtspreis der Vereinten Nationen[1][4]